# Cacicus oseryi
Cacicus oseryi е вид птица от семейство Трупиалови, единствен представител на род Clypicterus.

## Разпространение
Видът е разпространен в Боливия, Бразилия, Еквадор и Перу.